# Listă de filme românești din 2019
Aceasta este o listă de filme românești din 2019:

## Lista
| Premiera mondială | Titlu                             | Studio                                                                                           | Distribuție, echipa tehnică | Gen                         | Ref.        |
| ----------------- | --------------------------------- | ------------------------------------------------------------------------------------------------ | --- | --------------------------- | ----------- |
| 15 februarie      | Oh, Ramona!                       | Zazu Film                                                                                        | Regia: Cristina Jacob. Cu: Basil Eidenbenz, Aggy K. Adams, Holly Horne, Bogdan Iancu, Adina Ștețcu, Cosmin Dominte                        | Comedie, Romantic, Dragoste | [ 2 ] [ 3 ] |
| 1 martie          | Să nu ucizi                       | Axis Media Productions, Green Cat Film, cu sprijinul CNC, al Televiziunii Române și Zenith Media | Regia: Cătălin Rotaru, Gabi Virginia Șarga. Cu: Alexandru Suciu, Cristina Flutur, Elias Ferkin                                            | Dramă                       | [ 5 ]       |
| 15 martie         | Touch Me Not                      | Manekino Film                                                                                    | Regia: Adina Pintilie; Cu: Laura Benson, Tómas Lemarquis, Christian Bayerlein, Grit Uhlemann, Adina Pintilie, Hanna Hofmann               | Dramă                       | [ 6 ]       |
| 15 martie         | Faci sau taci                     | Next Spot                                                                                        | Regia: Iura Luncașu. Cu: Augustin Viziru, Levent Sali, Cătălin Cazacu, Codin Maticiuc, Diana Dumitrescu, Sandra Izbașa, Monica Bârlădeanu | Acțiune, Comedie            | [ 7 ]       |
| 22 februarie      | Lara. Aribelle și mâna destinului | Mixton Movie                                                                                     | Regia: Ciprian Ioan Iacob. Cu: Iuliana Beregoi, Lora, Erica Moldovan, Daniela Nane                                                        | Aventuri, Dramă             | [ 8 ]       |
|                   | Luca                              | Fundația Teatru Contemporan, Movie Production Entertainment                                      | Regia: Horațiu Mălăele; Cu: István Teglas, Mădălina Craiu, Andi Vasluianu, Horațiu Mălăele                                                | Dramă, comedie              | [ 9 ]       |
|                   | Berliner                          | Rova                                                                                             | Regia: Marian Crișan; Cu: Ion Sapdaru, Ovidiu Crisan, Sorin Cocis                                                                         | Dramă, comedie              | [ 10 ]      |